# Francisco Fernández de Xátiva i Contreras
Francisco Fernández de Xátiva i Contreras simplement Francisco Fernández de Xátiva (Casas-Ibáñez, Castella-la Manxa, 1704 — (probable) la Seu d'Urgell, 1771) fou eclesiàstic catòlic que esdevingué bisbe d'Urgell i copríncep d'Andorra (1763—1771).
El seu nom apareix sovint catalanitzat com Francesc Fernández de Xátiva, tot i que el seu nom de naixement és Francisco, ja que va néixer a l'interior del Regne de Castella.
Deuria morir segurament a la Seu d'Urgell on exercicia el càrrec de bisbe.